# Slag van Les Espagnols sur Mer
De Slag van Les Espagnols sur Mer (De Spanjaarden op zee) of de Slag bij Winchelsea was een zeeslag tijdens de Honderdjarige Oorlog. De slag vond plaats op 29 augustus 1350 en resulteerde in een overwinning van de Engelse vloot, onder bevel van Eduard III van Engeland en de Zwarte Prins tegen de Castiliaanse vloot van Charles de La Cerda.

## De Slag
Er waren gedurende de Honderdjarige Oorlog vaker schermutseling geweest tussen Castilië, als bondgenoot van Frankrijk, en Engeland.
Een Castiliaanse handelsvloot die voor handel in Vlaanderen was, had tijdens haar tocht Engelse schepen gekaapt en de bemanning overboord gegooid. De handelsvloot van de Castilianen was versterkt met enkele oorlogsschepen. Op 10 augustus kondigde de Engelse koning Eduard III aan om tot aanval over te gaan op de Castilianen naar aanleiding van hun provocaties. De Engelsen zouden tot actie overgaan als de Castilianen huiswaarts keerden.
In de namiddag van 29 augustus kwam de Castiliaanse vloot langs Winchelsea. Toen de vloot werd gespot door de uitkijkposten van de Engelsen voer de Engelse vloot na de heildronk van de koning uit om slag te leveren. Het was een hevige en zware slag waarbij de Castilianen erin slaagden om het vlaggenschip de Thomas flink te beschadigen en uiteindelijk te laten zinken. Toen een Vlaamse edelman erin slaagde om het vlaggenschip van de Castilianen in te nemen kantelde de slag naar het voordeel van de Engelsen. Uiteindelijk slaagden de Engelsen erin de slag te winnen en minimaal veertien schepen te kapen.
Een jaar later sloten de Engelsen vrede met de Spaanse steden.